# Tarek Mitri
Tarek Mitri (en árabe: طارق متري‎; Trípoli, 16 de septiembre de 1950) es un profesor universitario libanés, político independiente y exministro en varios gobiernos que desde el 8 de febrero de 2025 se desempeña como vice primer ministro del Líbano. Además es el presidente de la Universidad St George de Beirut.

## Biografía
Tarek Mitri nació el 16 de septiembre de 1950 en Trípoli (Líbano). Tiene un doctorado en Ciencias Políticas por la Universidad de París X.
De 2005 a 2011, fue miembro de cuatro gobiernos libaneses sucesivos donde desempeñó sucesivamente los puesto de ministro de Medio Ambiente, ministro de Reforma Administrativa, ministro de Cultura e Información y ministro interino de Asuntos Exteriores. Anteriormente, trabajó en el Consejo Mundial de Iglesias en Ginebra y ocupó diversos cargos en organizaciones ecuménicas, donde fue responsable de las relaciones cristiano-musulmanas y del diálogo intercultural e interreligioso.
Entre 2012 y 2014, se desempeñó como Representante Especial del Secretario General de las Naciones Unidas. Luego, en 2014, trabajó como director del Instituto Issam Fares de Políticas Públicas y Asuntos Internacionales de la Universidad Americana de Beirut puesto que ocupó hasta 2019.
Ha impartido clases en la Universidad de San José de Beirut, la Universidad de Balamand, la Universidad de Ginebra, la Universidad Libre de Ámsterdam, la Universidad Harvard y la Universidad Americana de Beirut. Además preside los consejos de gobierno del Museo Sursock y del Instituto de Estudios Palestinos y es miembro del consejo del Centro Árabe de Investigación y Estudios Políticos.
Es autor de numerosos libros y artículos sobre cuestiones árabes contemporáneas, religión y política, y diálogo interreligioso e intercultural. El 8 de febrero de 2025, el primer ministro del Líbano, Nawaf Salam, lo nombró vice primer ministro en el nuevo gobierno libanés.
Mitri afirma que su papel es más bien el de defensor de los intelectuales y los artistas, así como de su libertad de expresión y pensamiento. También es conocido por ser un firme defensor de la unidad libanesa.